# Domicile conjugal
Domicile Conjugal és una pel·lícula francesa de 1970 dirigida per François Truffaut. És la quarta part de la sèrie cinematogràfica de Truffaut sobre Antoine Doinel, composta per un total de cinc pel·lícules. Aquesta entrega segueix Baisers volés (1968) i mostra la vida conjugal del matrimoni format per Antoine (Jean-Pierre Léaud) i Christine (Claude Jade), que esperen un fill.

## Trama
Antoine i Christine s'han casat i viuen en un apartament agradable que els seus pares els han trobat. Ella hi dona classes de violí, mentre ell treballa al pati tenyint clavells per a floristeries. Quan els seus experiments amb agents colorants van malament, ha de trobar una altra feina. Una empresa estatunidenca el contracta per demostrar models de vaixells a clients potencials en un port de maqueta. Christine té un nen, que ella anomena Ghislain, però ell es registra com a Alphonse. A la feina coneix una noia japonesa, que li demana un àpat al seu apartament. Comença una aventura, de la qual Christine s'adona quan troba petites cartes d'amor amagades. Antoine és desterrat del dormitori i finalment es trasllada a un hotel, mentre que Christine fa una vida pel seu compte amb el nadó. L'Antoine, avorrit i inquiet en una existència inútil, no para de telefonar-la i al final probablement està disposada a recuperar-lo.

## Repartiment
- Jean-Pierre Léaud com a Antoine Doinel
- Claude Jade com a Christine Doinel
- Daniel Ceccaldi com a Lucien Darbon
- Claire Duhamel com a Madame Darbon
- Hiroko Berghauer com a Kyoko
- Daniel Boulanger com a tenor
- Silvana Blasi com a dona del Tenor
- Pierre Fabri com l'oficina Romeo
- Barbara Laage com a Monique, secretària
- Billy Kearns com a M. Max
- Claude Véga com l'estrangulador
- Jacques Jouanneau com Césarin
- Danièle Girard com a Ginette, una cambrera
- Jacques Robolles com a Sponger
- Yvon Lec com el vigilant de trànsit
- Marie Irakane com la senyora Martin, una conserge
- Ernest Menzer com l'home petit
- Jacques Rispal com a vell solitari
- Philippe Léotard com a borratxo
- Pierre Maguelon com a amic de Cérasin
- Guy Pierrault com a empleat de SOS
- Marcel Mercier com a persona al pati
- Joseph Merieau com a persona al pati
- Christian de Tiliere com a senador
- Nobuko Mati com a amiga de Kyoko
- Iska Khan com el pare de Kyoko
- Marie Dedieu com a Marie, una prostituta
- Jacques Cottin com a Monsieur Hulot (sense acreditar)[2]

## Recepció crítica
John Simon va escriure que Domicile conjugal "no ofereix cap ofensa ni enlluernament".